# Cegielnia I
Cegielnia I – dawny zaścianek. Obecnie część wsi Pavajuonis na Litwie, w okręgu uciańskim, w rejonie ignalińskim, w gminie Ignalina.

## Historia
W czasach zaborów zaścianek w gminie Zabołocie, w powiecie święciańskim, w guberni wileńskiej Imperium Rosyjskiego. W 1905 roku liczył 42 mieszkańców, 16 dziesięcin.
W dwudziestoleciu międzywojennym zaścianek leżał w Polsce, w województwie wileńskim, w powiecie święciańskim, w gminie Kołtyniany.
W 1931 w 6 domach zamieszkiwało 35 osób.
Od 1945 roku w Litewskiej Socjalistycznej Republice Radzieckiej.